# Buślarki
Buślarki (niem. Neu Buslar Vorwerk) – wieś w Polsce położona w województwie zachodniopomorskim, w powiecie świdwińskim, w gminie Połczyn-Zdrój.
W latach 1975–1998 miejscowość administracyjnie należała do województwa koszalińskiego.